# Ласкавець маренковий
{{#ifeq:0|0|{{#if:Bupleurum asperuloides|{{#if:|[[]}}|[[]]}}}}
Ласкавець маренковий (Bupleurum asperuloides) — вид квіткових рослин родини окружкових (Apiaceae).

## Біоморфологічна характеристика
Це однорічна рослина 20–90 см заввишки, зі смугастим стеблом і багатьма, зазвичай довгими, гілками. Листки всі сидячі, лінійні, рідше вузьколінійні; стеблові листки 30–100 × 2–4 мм. Зонтики 1–5-квіткові. Пелюстки капюшоноподібні, жовті, на верхівці червоні. Плоди ≈ 3 мм, округлі, гладкі.

## Поширення
Південь Європи, Північний Кавказ, Туреччина.
В Україні вид зростає на сухих кам'янистих схилах — у гірському Криму (біля с. Соколиного, на ПБК), рідко.